# 웬디 추

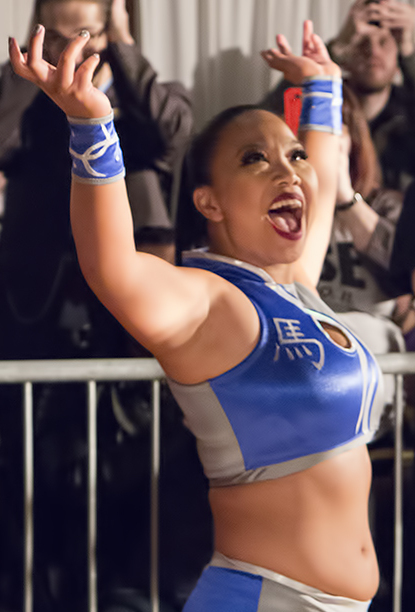

웬디 추(Wendy Choo, 1991년 1월 18일~)은 주로 미국 여자의 프로레슬링선수다. 키는 158cm(5 ft 2 in)에다가 몸무게는 62kg(136 lb)나간다. 2014년 프로레슬링 입문으로 무려 24살때 프로레슬링을 시작을 했다. 겉으로는 중국으로 보이지만 미국 뉴욕 퀸스에서 태어나는 모습이다. 하지만 이 시절 2021년 1월 6일 ~ 2022년 1월 22일까지 WWE NXT 링네임 이름이 메이 잉(Mei Ying)으로 활동을 한 적도 있었다고 한다. 그러나 이 시절에는 주로 엄청 무서운 모습이고 게다가 보아, 자야 리라는 붙어 다니는 그런 악역 시절인데 아주 맨디블 클로우 슬램으로 피니쉬를 가지고 있다는 증거다. 그걸 사용을 하는 그런 지니고 있는데 말 그대로 공포스러운 악역이였다. 하지만 2022년 1월 11일 WWE NXT 링네임 이름이 웬디 추(Wendy Choo)라는 사용을 하면서 그때부터 잠옷을 입고 배개를 사용을 하거나 침대를 사용을 하는 아주 그런 가지고 있다. 피니쉬는 맨디블 클로우 슬램, 다이빙 베이더 밤(다이빙 코너 슬링샷 스플래쉬), 웬디 크로스라인(액슬 핸들 래리어트), 웬디 슬램(풀 넬슨 슬램), 이그제이드 파워밤(크루시픽스 파워밤), 이그제이드 시티드 센턴(다이빙 시티드 센턴), 카렌 밤(다이빙 센턴 밤), 웬디 탭(다이빙 코크스크류 센턴 밤), 엘라베마 슬램(더블 레그 슬램), 벨리 투 백 파일드라이버, 다이빙 사백오십도 스플래쉬나 이런거 자주 사용을 한다. 인디단체나 ROH 이름이 카렌 큐(Karen Q)라고 한다. 그러나 본명은 카렌 유(Karen Yu)라고 한다. 원레는 이쁘고 힘이 쎄다. 다른 남자 선수 상대를 한 적도 자주 여러번이다.

## Professional wrestling highlights
- Finishing moves
  - Alabama Slam (Double leg slam) - 2014-2015
  - Belly to back piledriver - 2015-2017
  - Diving 450° splash - 2014-2015
  - Diving headbutt drop - 2015-2017
  - Diving moonsault - 2021-2022
  - Diving Vader Bomb (Diving corner slingshot splash) - 2022-2023
  - Ex-Aid Seated Senton (Diving seated senton) - 2017-2019
  - Ex-Aid Powerbomb (Crucifix powerbomb) - 2019-2021
  - Karen Bomb (Diving senton bomb) - 2019-2021
  - Karen Rack (Backbreaker rack drop) - 2017-2019
  - Mandible claw slam - 2021-2022
  - Michinoku Driver II (Sitout body slam piledriver) - 2017-2019
  - Wendy Clohesline (Axe hanide lariat) - 2022-2023
  - Wendy Slam (Full nelson slam) - 2023-present
  - Wendy Tab (Diving cockscrew senton bomb) - 2023-present
- Signature moves
  - Body slam
  - Brainbuster
  - Corkscrew back elbow smash
  - Fallaway slam
  - Diving crossbody
  - German suplex
  - Handspring back elbow smash
  - Lifting spinebuster
  - Running big boot
  - Running front dropkick
  - Running heel kick
  - Running side kick
  - Snap overhead belly to belly suplex
- Wrestlers managed
  - Boa
  - Xia Li
- Entrance themes
  - "Tonight Tonight" by Hot Chelle Rae (ROH; 2017-2018)
  - "Hey Yeah" by Steve Miller Band (Independent circuit; 2018-2021)
  - "Fighting Spirit" by Def Rebel (WWE NXT; 2021-2022; used as a member of; Tian Sha)
  - "Snack Time" by Alexander Hitchens (WWE NXT; 2022-present)

## 수상
- ECWA 월드 위민스웨이트 챔피언 (1회)
- 슈퍼 8 칙파이트 토너먼트 (2017)
- ECWA 이열 엔드 어워즈 (1회)
  - 매치 오브 더 이열 (2016) vs 디오나 퍼라조 2016년 10월 2일
- 랭크드 넘버 86 오브 더 탑 100 피멜 레슬링 인 더 PWI 위민스 100 인 2018
- VPW 월드 위민스웨이트 챔피언 (1회)

## 다른 프로레슬링선수
- 지지 돌린
- 제이시 제인
- 후지무라 사리